# Atakent (Kasachstan)
Atakent (kasachisch und russisch Атакент; bis 1998 Iljitsch) ist ein Ort in Kasachstan.

## Geografie
Atakent liegt im Süden Kasachstans im Gebiet Türkistan und ist die zweitgrößte Siedlung im Audan Maqtaaral. Die Umgebung ist dicht besiedelt und von landwirtschaftlichen Anbauflächen geprägt; vor allem der Anbau von Baumwolle ist weit verbreitet.

## Geschichte
Die Entstehung von Atakent ist eng verbunden mit der Gründung des Sowchos Pachtaaral (совхоз Пахтаарал), einem landwirtschaftlichen Großbetrieb zur Herstellung von Saatgut für den Baumwollanbau, am 1. November 1924. Der Betrieb bestand zunächst aus sechs Farmen, die als Zweigstellen von Pachtaaral dienten. Erst im folgenden Jahr wurde das zentrale Anwesen des Betriebes angelegt. Die Fläche an bewässertem Land in der Region nahm über die Jahre massiv zu, und so wuchs auch der Sowchos Pachtaaral zu einem Dorf heran; dieses trug zuerst den Namen Pachta-Aral (Пахта-Арал) bevor es Iljitsch (Ильич) genannt wurde.
Durch Dekret des Allrussischen Zentralen Exekutivkomitees der RSFSR vom 1. November 1932 wurde dem Standort Iljitsch, der auf dem Territorium der staatlichen Baumwollfarm Pachtaaral lag, der Status einer Arbeitersiedlung zugewiesen. Zwischen 1940 und 1957 war der Ort Verwaltungssitz eines Rajon. Am 26. Januar 1963 wurde der Rajon Pachtaaral zusammen mit dem Dorf Iljitsch an die Usbekische SSR übertragen; am 28. Juni 1971 wurde dies wieder rückgängig gemacht und Iljitsch wurde Teil der Oblast Tschimkent.
Nach der Unabhängigkeit Kasachstans wurde der Ort 1998 in Atakent umbenannt.
In Pachta Aral war nach dem Zweiten Weltkrieg das Kriegsgefangenenlager 29 für deutsche Kriegsgefangene des Zweiten Weltkriegs lokalisiert. Das Lager bestand aus mehreren kleinen Siedlungen, zwei am südwestlichen Stadtrand von Atakent, andere nördlich bis sechs Kilometer entfernt.

## Bevölkerung
Bei der Volkszählung 1999 hatte Atakent 13.620 Einwohner. Die Volkszählung 2009 ergab für den Ort eine Einwohnerzahl von 16.402. Bei der letzten Volkszählung 2021 lebten 19.240 Menschen in Atakent.
| Einwohnerentwicklung               | Einwohnerentwicklung | Einwohnerentwicklung | Einwohnerentwicklung | Einwohnerentwicklung | Einwohnerentwicklung | Einwohnerentwicklung | Einwohnerentwicklung |
| 1939                               | 1959                 | 1970                 | 1979                 | 1989                 | 1999                 | 2009                 | 2021                 |
| ---------------------------------- | -------------------- | -------------------- | -------------------- | -------------------- | -------------------- | -------------------- | -------------------- |
| 17.446                             | 22.832               | 11.507               | 11.753               | 15.279               | 13.620               | 16.402               | 19.240               |
| Anmerkung: Volkszählungsergebnisse |                      |                      |                      |                      |                      |                      |                      |

## Sport
Im Ort ist der Fußballverein FK Machtaaral beheimatet.